# Lijst van voormalige spoorwegstations in Friesland
Dit is een lijst van voormalige spoorwegstations in Friesland.

## Leeuwarden – Meppel (Lijn A)
- Peperga (1885)
- Wirdum (1868)
- Idaard-Roodarhuizum (1868)

## Leeuwarden – Groningen (Lijn B)
- Achter de Hoven (2018)
- Tietjerk (1865)

## Leeuwarden – Stavoren
- Beers (1895)
- Jorwerd (1895)
- Wieuwerd (1895)
- Bozum (1883)

- Scharnegoutum (1895)
- Oudega (1885)
- Nijhuizum (1895)
- Warns (1895)

## Noord-Friesche Locaalspoorweg-Maatschappij (NFLS)

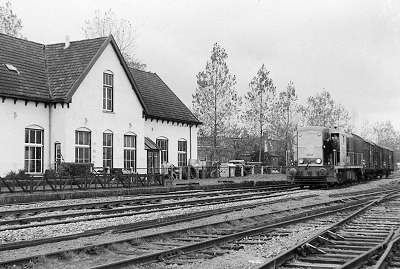
Station Stiens in 1974, toen de spoorlijn nog regelmatig bereden werd

- Leeuwarden Halte (1900)
- Jelsum (1900)
- Stiens (1900)
- Finkum (1900)
- Hijum (1900)
- Hallum (1900)
- Marrum-Westernijkerk (1900)
- Ferwerd (1900)
- Blija (1901)
- Holwerd (1901)
- Ternaard (1901)
- Hantum (1901)
- Dokkum-Aalsum (1901)
- Metslawier (1909)
- Morra-Lioessens (1909)
- Anjum (1909)

- Vrouwbuurtstermolen (1901)
- Vrouwenparochie (1901)
- Sint Annaparochie (1902)
- Sint Jacobiparochie (1902)
- Minnertsga (1902)
- Tzummarum (1902)
- Dongjum (1902)
- Franeker Halte (1902)
- Oosterbierum (1902)
- Sexbierum-Pietersbierum (1902)
- Wijnaldum (1902)
- Midlum-Herbaijum (1902)